# دوري ريونيون الممتاز 2018
دوري ريونيون الممتاز 2018 (بالفرنسية: Championnat de La Réunion de football 2018)‏ هو الموسم 79 من دوري ريونيون الممتاز. أشرف على تنظيمه اتحاد لا ريونيون لكرة القدم، وفاز فيه جي اس سانت بيرويس ‏.